# Молекулярний перемикач

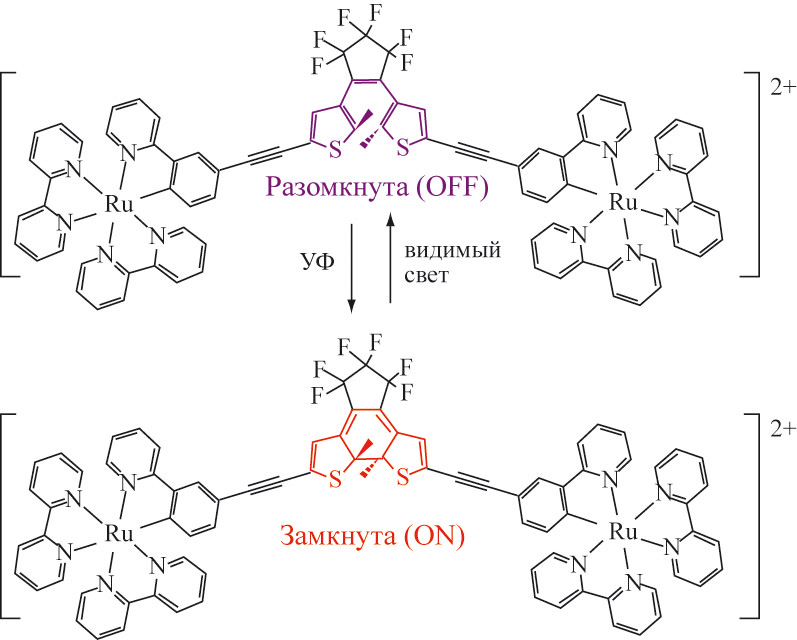
Зворотне розкриття-замикання циклу у фотохромному молекулярному перемикачі.

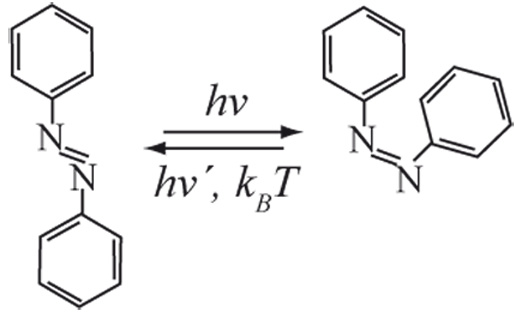
Цис-транс-ізомеризація азобензолу при нагріванні і під дією світла.

Молекулярний перемикач (англ. molecular switch) — молекула, яка може існувати у двох або більше стійких формах, між якими можливі оборотні переходи при зовнішньому впливі — нагріванні, освітленні, зміні  кислотності середовища, дії  хімічних речовин, магнітному або електричному впливі.

## Опис
Перехід молекули-перемикача з однієї форми в іншу супроводжується різкою зміною властивостей — геометричних, електронних, оптичних, електричних та інших. Найпростіший приклад молекулярного перемикача —  кислотно-лужний індикатор, який зворотно змінює забарвлення при зміні кислотності середовища. В фотохромних перемикачах відбувається оборотна фотохімічна реакція, наприклад цис-транс — ізомеризація або розкриття-замикання циклу. Багато з цих реакцій можливі і при нагріванні: наприклад, молекули, що містять в якості фрагмента азобензол, здатні різко змінювати геометричну форму при нагріванні. Будь-яка зміна властивостей молекули-перемикача при зовнішньому впливі виражається в появі сигналу певної природи — оптичної, електричної, біологічної та ін. Завдяки цьому молекулярні перемикачі можуть служити компонентами  наноелектронних пристроїв.